# اصلاح‌های ABC
اصلاح‌های دارای سه موج را اصلاح‌های ABC می‌نامند. از مزایای این اصلاح‌ها، قابلیت تشخیص منطقه قیمتی و زمانی پایان آن‌ها است.
در این اصلاح‌ها
1. موج C باید از موج A فراتر رود.

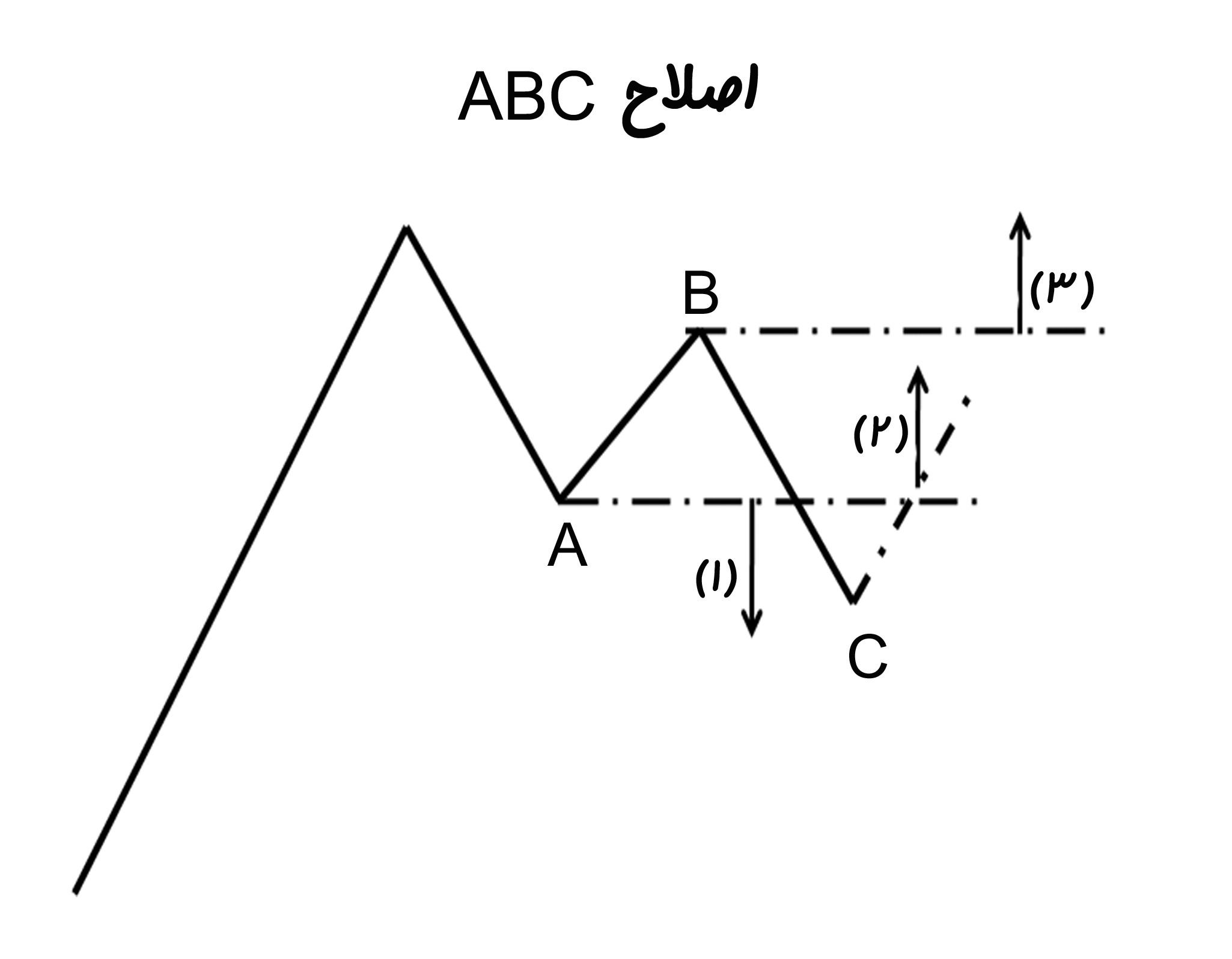
ABC Correction

2. اگر قیمت به محدوده موج A بازگردد، شرایط حداقل برای اصلاح برآورده شده‌است.
3. پیشروی قیمت از انتهای موج B، نشان از پایان اصلاح است.

در این اصلاح انتهای موج C حتماً پایین‌تر از کف موج A است. تا زمانی که کندل‌‌ها (شمع ها) به محدوده کف A بازنگشته‌اند نمی‌توان تفاوتی بین این الگو که تأکید بر ادامه روند صعودی قبلی و الگوی ۱۲۳ نزولی که تأکید بر آغاز روند نزولی جدید دارد، در نظر گرفت.

## الگوی ۱۲۳ یا اصلاح ABC
الگوی ۱۲۳ چارلز داو و اصلاح ABC در مقابل یکدیگر هستند. شکل‌گیری این الگو در یک روند صعودی، تداعی‌کننده الگوی‌های ۱۲۳ نزولی و اصلاح ABC است. اگر آن را ۱۲۳ نزولی بدانیم انتظار ریزش داریم. در صورتی‌که ABC در نظر گرفته شود، نزول اخیر را موقتی دانسته و احتمال ادامه صعود را می‌دهیم. تا زمانی که کندل‌‌ها (شمع ها) به محدوده کف A نفوذ نکرده باشند، نمی‌توان این الگو را اصلاح نامید و تکمیل اصلاح منوط به گذر از سقف B است.

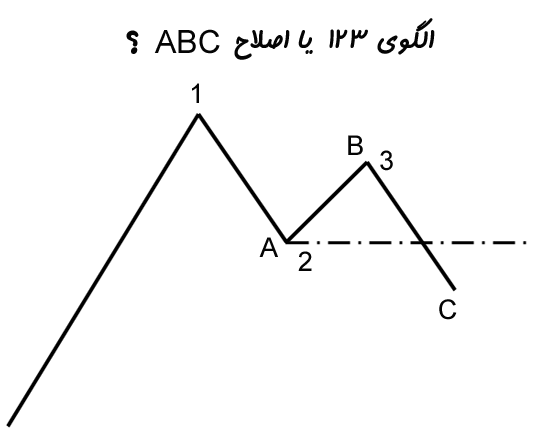
What is different between 123 pattern and ABC correction

## منطقه قیمتی محتمل پایان اصلاح ABC
- انتهای اصلاح ABC معمولاً روی Ret 38.2% ,50% ,61.8% ,78.6% روند قبلی است.
- انتهای اصلاح ABC معمولاً، ۱۶۱٫۸٪، Pro 61.۸٪ ،۱۰۰٪ موج A از نقطه B می‌باشد.
- انتهای اصلاح معمولاً روی یکی از نسبت‌های Ext 127.2% ,161.8% ,261.8% موجB است.
- ناحیه هدف برای موج C به‌طور ایده‌ آل از هر کدام از سه مجموعه تراز قیمتی، یکی را شامل می‌شود.
- در نسبت‌های Ret نسبت‌های %۶۱٫۸، %۷۸٫۶ و در نسبت‌های Pro نسبت %۱۰۰ اهمیت بیشتری دارند.
- ترتیب اهمیت اول Ret, دوم Pro و سوم Ext می‌باشد.
- ناحیه هدف موج C باید حداقل شامل یک Ret و یک Pro باشد.

## منطقه زمانی محتمل پایان اصلاح ABC
- انتهای اصلاح ABC معمولاً روی Ret 38.2% ,50% ,61.8% ,78.6% ,100% ,127.2% ,161.8% زمانی روند قبلی است.
- انتهای اصلاح ABC معمولاً Pro 61.8% ,100% ,161.8% زمانی موج A از انتهای موج B می‌باشد.
- در نسبت‌های Ret نسبت‌های ۶۱٫۸٪،۱۰۰٪،۱۶۱٫۸٪ و در نسبت‌های Pro نسبت ۱۰۰٪ اهمیت بیشتری دارند.

الگوی ۱۲۳ ذاتاً با اصلاح ABC درگیر است. تفاوت آن زمانی قابل تشخیص است که کندل‌‌ها (شمع ها) به کف A نفوذ کنند و تکمیل اصلاح ABC منوط به عبور از سقف B است.